# Gilda Lombardo
Gilda Lombardo est une joueuse italienne de volley-ball née le 2 juillet 1989 à Catane. Elle mesure 1,83 m et joue au poste de réceptionneuse-attaquante.

## Clubs
| Club                     | Pays   | De        | À         |
| ------------------------ | ------ | --------- | --------- |
| Alidea Catania           | Italie | 2001-2002 | 2004-2005 |
| Asystel Volley           | Italie | 2005-2006 | 2008-2009 |
| Pallavolo Volta          | Italie | 2009-2010 | 2009-2010 |
| Asystel Volley           | Italie | 2010-2011 | 2010-2011 |
| Volley Club 1999 Busnago | Italie | 2011-2012 | 2011-2012 |
| Busto Arsizio            | Italie | 2012-2013 | 2012-2013 |
| AGIL Volley              | Italie | 2013-2014 | …         |

## Palmarès
- Coupe de la CEV
  - Vainqueur : 2009.
- Supercoupe d'Italie
  - Vainqueur : 2012.